# Dinemasporium cytosporoides
Dinemasporium cytosporoides är en lavart som först beskrevs av Pier Andrea Saccardo, och fick sitt nu gällande namn av B. Sutton 1965. Dinemasporium cytosporoides ingår i släktet Dinemasporium, ordningen kolkärnsvampar, klassen Sordariomycetes, divisionen sporsäcksvampar och riket svampar.   Inga underarter finns listade i Catalogue of Life.